# Nine Lives (musikalbum av Aerosmith)
Nine Lives är ett album av hårdrocksgruppen Aerosmith, utgivet 1997.
Albumet var gruppens första för Columbia Records sedan man lämnat bolaget efter utgivningen av Rock in a Hard Place 1982. Det blev etta på Billboard 200. Låten "Pink" gav bandet en Grammy för Best Rock Performance by a Duo or Group with Vocal.

## Låtlista
1. "Nine Lives" (Marti Frederiksen/Joe Perry/Steven Tyler) - 4:01
2. "Falling in Love (Is Hard on the Knees)" (Glen Ballard/Joe Perry/Steven Tyler) - 3:25
3. "Hole in My Soul" (Desmond Child/Joe Perry/Steven Tyler) - 6:10
4. "Taste of India" (Glen Ballard/Joe Perry/Steven Tyler) - 5:53
5. "Full Circle" (Taylor Rhodes/Steven Tyler) - 5:00
6. "Something's Gotta Give" (Marti Frederiksen/Joe Perry/Steven Tyler) - 3:36
7. "Ain't That a Bitch" (Desmond Child/Joe Perry/Steven Tyler) - 5:25
8. "The Farm" (Steve Dudas/Mark Hudson/Joe Perry/Steven Tyler) - 4:27
9. "Crash" (Mark Hudson/Dominik Miller/Joe Perry/Steven Tyler) - 4:25
10. "Kiss Your Past Good-Bye" (Mark Hudson/Steven Tyler) - 4:31
11. "Pink" (Glen Ballard/Richard Supa/Steven Tyler) - 3:55
12. "Attitude Adjustment" (Marti Frederiksen/Joe Perry/Steven Tyler) - 3:44
13. "Fallen Angels" (Joe Perry/Richard Supa/Steven Tyler) - 10:48